# Máscara Año 2000 Jr.
Ángel Omar Reyes Franco (16 de enero de 1976) es un luchador profesional mexicano, más conocido por su nombre en el ring como Máscara Año 2000 Jr..

## Campeonatos y logros
- Asistencia Asesoría y Administración
  - Campeonato Mundial de Tríos de AAA (1 vez) - con El Texano Jr. & Toscano[1]
- International Wrestling Revolution Group
  - Campeonato Intercontinental de Peso Completo de IWRG (1 vez)[2]
  - Campeonato Intercontinental en Parejas de IWRG (2 veces) - con El Hijo de Cien Caras[3]
  - Campeonato Intercontinental de Tríos de IWRG (1 vez, actual) - con Cien Caras Jr. and El Hijo de Máscara Año 2000[4]
  - Campeonato de los Estados Unidos de Peso Completo de UWF (1 vez)
  - Rey del Ring de IWRG (2009)

## Luchas de apuestas
| Apuesta Cabellera | Ganador Máscara Año 2000 Jr | Perdedor Mr Electro  | Lugar IWRG Arena Naucalpan | Ciudad Naucalpan de Juárez  | Fecha                  |
| ----------------- | --------------------------- | -------------------- | -------------------------- | --------------------------- | ---------------------- |
| Máscara           | Máscara Año 2000 Jr.        | Arlequín Amarillo    | Arena Naucalpan            | Naucalpan, Estado de México | 2 de noviembre de 2008 |
| Máscara           | Dr. Wagner Jr.              | Máscara Año 2000 Jr. | Arena Ciudad de México     | Ciudad de México            | 5 de agosto de 2012    |